# Комдив
Комди́в:
- персональное воинское звание лиц высшего командного состава РККА ВС Союза ССР, с 22.09.1935 (введено постановлением ЦИК и СНК Союза ССР) по 7.05.1940[1], выше комбрига, ниже комкора;
- укороченное название должности (командир дивизии) в вооружённых силах многих государств мира.

Ранее в Русских гвардии, армии, РККА и на флоте была воинская должность «начальник дивизии», и было её сокращённое название — Начдив. В войсках Османской империи дивизионный командир назывался Ферик.

## История
Первой предпосылкой для создания дивизионной организации сухопутных войск (армии) на Руси и позже в Российской империи были три «генеральства», каждое из которых состояло из 9 полков. Такую организацию сухопутных войск в России ввёл Пётр Первый в 1699 году. В мирное время генеральства выполняли административные функции и являлись звеном военного управления между военной коллегией и полками. С началом боевых действий в Северной войне со Швецией на базе генеральств были созданы первые три дивизии, которые возглавили генералы Вейде А. А., Головин А. М. и А. И. Репнин (вскоре появилась 4-я дивизия Трубецкого И. Ю.). Согласно Уставу воинского 1716 года дивизия по своему составу определялось как соединение с непостоянным составом, зависящим от обстановки. В среднем каждая дивизия включала в себя две — три бригады, которые в свою очередь состояли из двух — трёх полков пехоты и кавалерии. Возглавлял дивизию командир, в чине генерал-майор, и должность называлась начальник дивизии.
В Русских гвардии и армии, в мирное время, начальник дивизии, как высший орган, имел преимущественно контролирующий характер над отдельными частями и соединениями дивизии.

### Комдив
Предпосылкой к созданию персонального воинского звания «комдив» является проведение военной реформы 1924 года, в результате которой согласно приказу РВС, № 807 от 20.06.1924, весь командирский состав был разделён на 14 служебных категорий  и 11-й категории (К-11) из группы высшего командного состава соответствовала типовая командно-строевая должность «Командир дивизии», который в качестве знаков различия должностного положения имел в петлице два ромба.
Успехи оборонной промышленности Союза привели к массовой механизации и моторизации ВС Союза, смена конницы на моторизованные и механизированные войска, и усиление роли авиации (в том числе, ВДВ) привели к изменению доктрины ведения войны — это всё отобразилось на структуре построения вооружённых сил государства рабочих и крестьян.
Большие комплексные единицы войск и сил потребовали введения отдельных, персональных званий, поэтому для командования бригадой было введено воинское звание комбриг, дивизией (из трёх полков и частей усиления) командовал комдив, а корпусом — командовал соответственно комкор. Таким образом, звание «комдив» (равно как и «комбриг», «комкор», и «командарм» — воинское звание, полученное от сокращения «командующий армией») существовало, но применялось чисто в должностном аспекте.
22.09.1935 постановлением ЦИК и СНК СССР «О введении персональных воинских званий начальствующего состава Рабоче-Крестьянской Красной Армии и об учреждении положения о прохождении службы командным и начальствующим составом РККА», введено персональное звание «комдив».
| Род войск или сил                               | Соответствующее звание/должность                                                                                               |
| В командном составе                             | В командном составе |
| ----------------------------------------------- | --- |
| Народный комиссариат внутренних дел СССР        | Старший майор государственной безопасности (согласно принятому 7 октября постановлениями ЦИК и СНК СССР) Старший майор милиции |
| Военно-Морской Флот СССР                        | Флагман 2-го ранга |
| В начальствующем составе                        | |
| в сухопутных и военно-воздушных силах           | дивинженер |
| в военно-морских силах                          | инженер-флагман 2 ранга |
| в военно-политическом составе всех родов войск  | дивизионный комиссар |
| в военно-хозяйственном составе всех родов войск | дивинтендант |
| в военно-юридическом составе всех родов войск   | диввоенюрист |
| в военно-медицинском составе всех родов войск   | дивврач |
| в военно-ветеринарном составе всех родов войск  | дивветврач |

Окончательное закрепление произошло с принятием в 1937 году нового Устава внутренней службы РККА, в котором чётко отражено новое деление военнослужащих на группы в соответствии с их служебным положением. В частности, четырнадцатый пункт Устава перечислял персональные военные звания, установленные постановлениями от 22.09.1935 с дополнениями от 5.08.1937.)

### Знаки различия комдива
С января 1922 года в РККА была введена единая строго регламентированная форма одежды. Знаки различия военнослужащих стали располагать на специальных клапанах из сукна, обрамлённым алым кантом, который нашивался на середине рукава шинели и гимнастёрки; цвет поля клапана соответствовал роду войск или сил. В верхней части клапана размещалась пятиконечная звезда из сукна алого цвета, ниже которой вертикально нашивались знаки должностного положения — два ромба высотой 1,7 и шириной 0,8 см (малая диагональ — два см, большая — три) из меди, покрытой тёмно-красной эмалью у командного состава и синей у административно-хозяйственного.
Кроме того, на петлицах шинелей и гимнастёрок, обшитых золотистым галуном и имеющих цвет, соответствующий роду войск или сил, управлений и учреждений военного ведомства, вводилась эмблема. На оба рукава выше обшлага нашивались два широких золотистых шеврона.
Знаки различия комдива СВ и ВВС (1935 — 1940 годов.)

В петлицах шинели.
В петлицах на гимнастёрке и кителе.
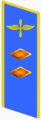
Петличный знак комдива авиации РККА.
На рукаве.

## Комдив в популярной культуре
- Звание комдива носит Сергей Котов, главный герой фильма «Утомлённые солнцем».
- Звание комдива носит Иван Варавва, в полной литературной версии сценария фильма «Офицеры»[7].